# Tarik Ibrahim
Tarik Ibrahim Abd ar-Rahman (arab. طارق إبراهيم عبدالرحمن) – egipski zapaśnik walczący w stylu wolnym. Trzykrotny medalista igrzysk afrykańskich, srebro w 1991 i 1995. Zdobył dziewięć medali na mistrzostwach Afryki, złoto w 1986 i 1997. Siódmy na igrzyskach śródziemnomorskich w 1997. Trzeci na igrzyskach frankofońskich w 1994. Srebrny medalista igrzysk panarabskich w 1997 i brązowy w 1992. Mistrz arabski w 1995 roku.